# Microsoft Windows RT
Microsoft Windows RT ist ein Betriebssystem des Unternehmens Microsoft für Geräte mit ARM-Architektur.
Das System ist eine Variante aus der Windows-Reihe und wurde am 1. August 2012 fertiggestellt. Es hat viele Gemeinsamkeiten mit Windows 8, da beide signifikante Teile desselben Quellcodes verwenden und auf demselben Kernel basieren. Das Betriebssystem wurde nur zusammen mit Geräten ausgeliefert und war nicht als eigenständiges Produkt für Endkunden zu erwerben.
Der Vertrieb von Windows RT-basierten Tablets wurde aufgrund sehr schwacher Absatzzahlen eingestellt, Als letztes Gerät wurde im Februar 2015 durch Microsoft die Produktion des Tablets Nokia Lumia 2520 beendet.
Am 10. Januar 2023 endete der Support von Windows RT, damit auch die Belieferung von Sicherheitsupdates.

## Geräteanforderungen
Microsoft schreibt die folgenden Mindestanforderungen für Windows-8-Logo-zertifizierte Geräte vor:

### Komponenten
- Beschleunigungsmesser: 3-Achsen mit einer Datenfrequenz von mindestens 50 Hz
- Bildschirm: Auflösung von mindestens 1024 × 768 Bildpunkten
- Firmware: UEFI
- Grafik: Direct3D-10-kompatibel mit WDDM-1.2-Treiber
- Gyroskop
- Kamera: 720p
- Lautsprecher
- Magnetometer (z. B. für Kompass)
- Netzwerk: Wireless LAN und Bluetooth 4.0 + LE
- Speicher: Mindestens 10 Gigabyte verfügbar nach der ersten Einrichtung
- Umgebungslicht-Sensor: 1.000–30.000 Lux (dynamischer Bereich 5.000–60.000 Lux)
- USB 2.0: Mindestens ein Controller und eine offene Schnittstelle

### 5-Punkt-Digitizer
Berührungsempfindliche Geräte müssen Digitizer aufweisen, die mindestens fünf Berührungspunkte unterstützen.

### Hardwareschalter
Tablet-Computer oder konvertible PCs müssen vier Hardwareschalter aufweisen:
- Ein-/Ausschalter
- Windowstaste
- Lautstärke erhöhen
- Lautstärke vermindern

### Schalterkombination für Strg + Alt + Entf
Geräte ohne eine fest verbaute Tastatur müssen als Alternative für den Klammergriff, die Tastenkombination Strg + Alt + Entf, die Schalterkombination  + ⏻ (Ein/Ausschalter) unterstützen.

### Aktualisierung
Das Gerät muss die Aktualisierung des Grafikkarten-Treibers ohne Neustart unterstützen.

## Einschränkungen

### Betriebssystem
Windows-Komponenten wie BitLocker, Storage Spaces oder Windows Media Player, sowie die Möglichkeit, einer Domäne beizutreten oder das Gerät im Active Directory zu verwalten, werden nicht unterstützt. Es ist jedoch möglich, Windows RT-Geräte über Windows Intune zu verwalten.

### Anwendungskompatibilität
Im Gegensatz zu der auf AMD- und Intel-Prozessoren basierenden 32-Bit- und 64-Bit-Version des Windows-8-Betriebssystems können bei Windows RT nur Windows-Store-Apps installiert und ausgeführt werden. Eine Ausnahme bilden hier die mit dem Betriebssystem standardmäßig ausgelieferte WinAPI-basierende Desktop-Programme wie der Editor oder Internet Explorer, sowie Office 2013 RT, ein Paket, bestehend aus Word, Excel, PowerPoint und OneNote.
Seit dem Update auf Windows RT 8.1 ist auch Outlook enthalten.

## Verfügbarkeit
Microsoft brachte am 26. Oktober 2012 das Surface-Tablet auf den Markt und Asus ebenfalls im Oktober 2012 das Tablet VivoTab RT TF600T. Dell, Lenovo und Samsung veröffentlichten Geräte Ende des Jahres 2012. Aufgrund der geringen Nachfrage verzichtete Samsung auf einen Vertrieb seines Gerätes in den USA und im März 2013 wurde der Vertrieb in Deutschland eingestellt; Hewlett-Packard strich Pläne für ein Windows-RT-Gerät. Asus verkündete im Juli 2013, wegen fehlender Nachfrage keine Windows-RT-Geräte mehr zu bauen und Lenovo gab Windows RT auf. Dell stellte den Verkauf seines Tablets im September 2013 ein.
Im zweiten Quartal 2013 waren 200.000 von insgesamt verkauften 45,1 Millionen Tablets mit Windows RT ausgestattet.
Am 22. Oktober 2013 wurde das Lumia 2520 vorgestellt. und war seit dem 10. April 2014 in Deutschland verfügbar. Die Produktion wurde im Februar 2015 eingestellt.
Am 23. September 2013 wurde die zweite Generation des Surface-RT-Tablets von Microsoft vorgestellt. Das Gerät war seit dem 22. Oktober 2013 erhältlich.
Am 29. Januar 2015 bestätigte Microsoft die Produktionseinstellung des Surface 2. Dies war das letzte Windows-RT-Gerät. Das bedeutet das Ende dieser Windows-Version.